# 포커 단엽기

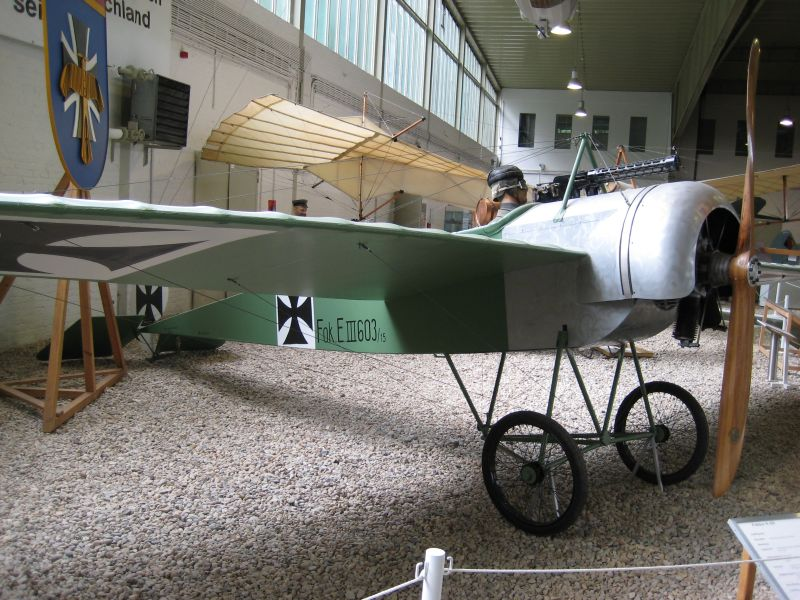
포커 3호 단엽기

포커 단엽기(독일어: Fokker Eindecker)는 1915년~1916년까지 1년 동안 활약한 독일 제국의 작은 단엽기다. 포커 1호 단엽기(독일어: Fokker E.I)에서 4호 단엽기(독일어: Fokker E.I)까지 있었다.
포커 단엽기는 제1차 세계 대전 당시 등장해서 연합군의 공포의 대상이 되기도 하였다. 이 비행기는 서부 전선의 하늘을 완전히 장악해 당시 영국 비행기들은 '포커의 밥'이라고 불릴 정도였다.
종전후 상당수가 연합군에게 넘어갔으나, 2대가 남아 나치독일의 전투기개발에 기여하였다. 특히 나치독일의 에이스조종사 에리히하르트만의 연습기로도 유명하다. 2차세계대전의 독일판 가미카제로도 유명하다.

## 파생형
포커 M.5(Fokker M.5)
첫 번째 군용 포커 단엽기. 무인정찰기였으며 모든 포커 단엽기의 프로토타입.
포커 M.5 단축형(Fokker M.5K)
날개 단축형.
포커 M.5 연장형(Fokker M.5L)
날개 연장형.
포커 M.5 단축형 기관총(Fokker M.5K/MG)
5대 건조.
포커 A.2호(Fokker A.II)
M.5 연장형 무인정찰기의 군용 지정명. 오버우어젤 80마력 0호 윤전엔진 사용.
포커 A.3호(Fokker A.III)
M.5 단축형 무인정찰기의 군용 지정명. 오버우어젤 80마력 0호 윤전엔진 사용. 5대 건조.
포커 E.I(Fokker E.I)
무장정찰기. 오버우어젤 80마력 0호 윤전엔진 사용. 68대 건조.
포커 E.II(Fokker E.II)
개량된 무장정찰기. 오버우어젤 100마력 1호 윤전엔진 사용. 49대 건조.
포커 E.III(Fokker E.III)
오버우어젤 100마력 1호 윤전엔진 사용. 249대 건조.
포커 E.IV(Fokker E.IV)
마지막 초기 포커 단엽기. 오버우어젤 4호 윤전엔진 사용. 동체 상부에 기관총 2대 장착. 49대 건조.